# Michal Nesveda
Michal Nesveda (* 4. března 1995 Praha) je český kouzelník, iluzionista a mentalista. Je prvním Čechem a nejmladším kouzelníkem na světě, který se odvážil předvést nejslavnější trik Harry Houdiniho – únik z tisícilitrové nádrže s vodou!

## Život
Již od dětství se velmi aktivně věnoval umělecké činnosti. Herecké kurzy a lekce, následovalo natáčení několika seriálů a reklam. Časem mu to přestalo stačit a rozhodl se, že chce víc. Ve chvíli, kdy viděl v TV představení kouzelníka Davida Copperfielda, si uvědomil, že to je to pravé, co by chtěl umět. Nejprve se připravoval jako samouk, v roce 2005 měl své první veřejné vystoupení a následně začal navštěvovat kouzelnické kurzy v Divadle kouzel Praha pod taktovkou Jaroslava Randáčka bývalého prezidenta Českého magického svazu. V roce 2013 se účastnil 4. řady talentové soutěže Česko Slovensko má talent.
Následovaly tři roky tvrdé dřiny, aby Michal mohl v roce 2008 vyjet na svoji první kouzelnickou soutěž. Tou byl mezinárodní festival moderní magie Marvin Cup, kde v celkovém umístění skončil na vynikajícím třetím místě. V následujícím roce vzniklo vystoupení s názvem Adams Family. Toto představení bylo opět velice úspěšné a získalo mnoho cen na nejrůznějších kouzelnických festivalech. Velké úspěchy sklidilo toto představení i v zahraničí. V roce 2012 představil veřejnosti novou iluzionistickou show Alenka v říši divů, která získala několik ocenění. Se svými vystoupeními byl i v Las Vegas nebo Japonsku.
Ve 21 letech připravil svou první celovečerní one-man show Nekonečno snů, která měla premiéru 2. října 2016 v Divadle na Vinohradech. V lednu 2020 uvedl své již druhé celovečerní iluzionistické představení s názvem Továrna na zázraky v Divadle pod Palmovkou, kde pravidelně předvádí jako první v České republice nejslavnější trik mága Harry Houdiniho – únik z tisíci litrové nádrže s vodou.
Často spolupracuje se zahraničními producenty. Pracoval se značkami jako je Stella Artois nebo Reebok. Věnuje se charitativním projektům, například s organizací Dejme dětem šanci nebo francouzskou nadací Magicien du Monde.

## Některá ocenění
- 1. místo v kategorii iluzí na mezinárodním kouzelnickém festivalu 2012
- Talent roku 2012 – Český magický svaz
- Hlavní cena GRAND PRIX na mezinárodním kouzelnickém festivalu 2013
- 3. místo na mezinárodním festivalu moderní magie Marvin Cup 2008